# NGC 2775
NGC 2775 је спирална галаксија у сазвежђу Рак која се налази на NGC листи објеката дубоког неба.
Деклинација објекта је + 7° 2' 14" а ректасцензија 9h 10m 20,1s. Привидна величина (магнитуда) објекта NGC 2775 износи 10,4 а фотографска магнитуда 11,2. Налази се на удаљености од 17,0000 милиона парсека од Сунца. NGC 2775 је још познат и под ознакама UGC 4820, MCG 1-24-5, CGCG 34-6, KARA 309, PGC 25861.